# Mademoiselle Parker
Pour les articles homonymes, voir Parker.
 (février 2023).
Si vous disposez d'ouvrages ou d'articles de référence ou si vous connaissez des sites web de qualité traitant du thème abordé ici, merci de compléter l'article en donnant les références utiles à sa vérifiabilité et en les liant à la section « Notes et références ».
Mademoiselle Parker, ou Mlle Parker voire Ms Parker en version originale, est un personnage de la série télévisée de fiction Le Caméléon créé par Steven Long Mitchell et Craig Van Sickle. Il est interprété par Andrea Parker.

## Biographie
Mlle Parker est la fille de M. Parker, le directeur du Centre, elle a la charge de retrouver Jarod avec l'aide de Broots et de Sydney. Elle a auparavant exercé la fonction de nettoyeuse et de chef de la sécurité au Centre. Elle est donc rompue au combat urbain et à l'utilisation des armes. Elle souhaite quitter le Centre pour vivre sa propre vie, la capture de Jarod constituant la condition à sa "libération". 
Elle est dotée d'un caractère dominant et volcanique et est constamment en train de fumer. Son extrême nervosité doublée d'une frustration croissante due à ses échecs répétés à capturer Jarod font décliner sa santé au point de souffrir d'un ulcère à l'estomac qui est proche de la tuer dans la troisième saison.
Bien qu'elle ne le montre que rarement, elle a beaucoup d'estime pour Sydney et Broots et s'entend très bien avec la fille de ce dernier.
Elle aime profondément son père et fait tout pour lui plaire. Celui-ci la manipulant ouvertement, elle prend petit à petit ses distances et se rapproche de Jarod, de Sydney et de Broots.
Tout en poursuivant Jarod elle enquête sur la mort de sa mère. Cette dernière est décédée alors que Mlle Parker n'était qu'une adolescente. La version officielle est un suicide, mais elle est convaincue qu'elle a été assassinée. Sa mère s'étant donné pour mission de sauver les enfants du centre dont Jarod. Leur passé est lié et ils joignent régulièrement leurs forces quand l'un d'entre eux trouve un indice. Ils étaient par ailleurs amis d'enfance et Jarod est la seule personne en dehors de sa famille à connaître son prénom. C'est également elle qui a donné son premier baiser à Jarod.
Mlle Parker a eu une relation avec Tommy Gates, un charpentier, ce dernier sera assassiné par la nouvelle femme de M. Parker, Brigitte. Bien qu'ils ne soient pas restés longtemps ensemble, elle sera énormément affectée par sa mort.
Tout comme sa mère et son demi-frère biologique Ethan, elle dispose d'un sens de l'intuition particulièrement développé, ce qui lui permet de découvrir régulièrement où se trouve Jarod quand les recherches scientifiques ne suffisent plus.
On ne sait pas quel est son prénom et ceci restera un mystère, mais on pense que cela est en lien avec le mot Ange, comme il a été écrit sur une pierre tombale dans le téléfilm qui clôtura la série l'Antre du Diable. Cependant, dans l'épisode 8 de la saison 1, on peut voir une décoration de Noël qu'elle a fabriquée enfant et portant les initiales M.P.

## Évolution du personnage
Au départ Mlle Parker se montre particulièrement froide et très fermée, elle est comme ça depuis la mort de sa mère, mais au fur et à mesure qu'elle suit les énigmes de Jarod, elle apprendra à ouvrir son cœur, toutefois en gardant une certaine froideur afin de ne pas se montrer faible. 
Elle connaîtra quelques moments de faiblesse, notamment avec Debby la fille de Broots dont elle découvrira un instinct maternel qu'elle n'aurait jamais pensé avoir. Ensuite avec Tommy Gates son petit ami jusqu'à sa mort, elle montrera qu'elle est une femme comme les autres, sympathique, responsable et sereine car Tommy ne montrait que ce qu'il y avait de bon en elle. Après la mort de ce dernier, elle reprendra une attitude plus froide, mais se montrant quand même plus souple et plus gentille envers certaines personnes.

## Liens avec les autres personnages
Jarod : elle et Jarod se connaissent depuis l'adolescence, lors d'une expérience où Jarod comprend l'attirance que peuvent éprouver les garçons envers les filles, et où Mlle Parker éprouve elle aussi des sentiments (on pense qu'elle en éprouve encore une fois adulte, mais semble les refouler au plus profond d'elle-même).
Sydney : au départ, elle avait une certaine rancœur avec lui, car il était le psychiatre et le confident de sa mère et n'aurait rien fait pour la protéger. Mais elle semble toutefois éprouver un certain sentiment envers ce dernier, notamment le jour où Sydney se fait tirer dessus avec l'arme de Mlle Parker dans un immeuble abandonné, où les deux personnages se rapprocheront, malgré l'amour qu'elle porte à son père M. Parker, elle semble considérer Sydney comme un père d'adoption et semble se fier plus au jugement de Sydney que de son père par la suite.
Broots  : Au départ elle ne semblait pas l'apprécier car il n'était qu'un simple informaticien, mais son attitude change du tout au tout lorsqu'elle découvre qu'il est père de famille et fait tout pour élever sa fille correctement ! Elle en vient à considérer Broots comme son protégé et le couvrir lorsque celui-ci semble effrayé par M. Raines.
M. Parker : Au début de la série, elle semble avoir une confiance aveugle envers son père qui lui jure de la laisser démissionner du centre et mener une vie normale lorsqu'elle finira par ramener Jarod. Mais peu à peu elle se méfiera de lui malgré l'amour qu'elle lui porte. Même qu'elle découvrira que son père n'est pas son véritable père, elle ne le reniera pas pour autant, bien que celui-ci se soit enfui à la fin du dernier téléfilm.
M. Lyle : Lyle est son frère jumeau, alors qu'elle ignorait tout de sa véritable identité, elle se méfiera de lui encore plus quand elle découvrira qu'il est adepte du cannibalisme, elle souhaitera s'en éloigner le plus possible, mais Lyle souhaite garder sa sœur à l’œil afin que celle-ci ne puisse pas trahir le Centre ou sa propre famille.
Angelo : Au départ elle méprisera ce personnage car étant une expérience ratée, devenu aujourd'hui une éponge, elle changera totalement de sentiment à son égard, lorsque celui-ci était pressenti pour être son frère jumeaux (qui était en fait Lyle). Pour elle, Angelo est le frère qu'elle aurait souhaité avoir, une personne à aider et à sauver. D'autant plus que sa mère avait tenté par le passé de protéger Angelo avant que celui-ci ne se fasse griller le cerveau par Raines lorsqu'il était enfant. Elle arrivera cependant trop tard, le mal étant déjà fait.